# فيصل بصري
فيصل بصري (بالإندونيسية: Faisal Basri) اقتصادي وسياسي إندونيسي. وهو عضو هيئة تدريس في جامعة إندونيسيا، ومتخصص في الاقتصاد السياسي، وأحد منظمي المنافسات الإندونيسية. بصري هو ابن شقيق نائب رئيس إندونيسيا الثالث آدم مالك.
في عام 2012 ترشح بصري لمنصب الحاكم في انتخابات حاكمية جاكرتا كمستقل إلى جانب بييم بنيامين نجل شخصية بيتاوي البارزة بنيامين سويب، لكنه لم ينجح في الفوز بالمنصب بعدد أقل من الأصوات من جوكو ويدودو وفوزي بوو وهداية نور وحيد، وقبل المرشحين أليكس نويردين وهيندارجي سوبانجي.

## النشأة والتعليم
ولد بصري في باندونغ في جاوة الغربية في 6 نوفمبر 1959 لأبوين هما حسن بصري وسعيده ناسشن. انتقلت عائلته إلى جاكرتا في عام 1966 بعد أن حصل والده على وظيفة في شركة طباعة في سيتيابودي بجنوب جاكرتا. حصل على شهادته في الاقتصاد عام 1985 من جامعة إندونيسيا. أكمل بصري درجة الماجستير في جامعة فاندربيلت عام 1988.